# Барбара Бодішон
Барбара Лі Сміт, у шлюбі Бодішон (8 квітня 1827 — 11 червня 1891) — англійська освітянка, художниця, піонерка та провідна феміністка середини 19 століття, суфражистка, господиня літературного салону, журналістка, економістка й письменниця. Борчиня за освіту для жінок та їх політичні права. У 1854 році опублікувала впливовий Короткий виклад законів Англії щодо жінок, вирішальний для ухвалення Закону про власність одружених жінок (1882). У 1858 співзаснувала English Woman's Journal. Бодішон заснувала коледж Гіртон у Кембриджі (1869).

## Життєпис
Барбара Бодішон була позашлюбною дитиною Енн Лонгден, модистки з Альфретона, графство Дербішир, і політика з вігів Бенджаміна (Бен) Лі Сміта (1783–1860), єдиного сина радикального аболіціоніста Вільяма Сміта. У нього було чотири сестри. Одна, Френсіс (Фанні) Сміт, стала дружиною Вільяма Найтінгейла (Шор) і народила Флоренс Найтінгейл; інша, Джоанна Марія, пошлюбила Джона Бонем-Картера (1788–1838), депутата парламенту, і заснувала родину Бонем Картерів. 
Хоча батько Барбари був членом поміщицького дворянства, він дотримувався радикальних поглядів, був дисидентом, унітаристом, прихильником вільної торгівлі та благодійником. У 1826 році він пожертвував на будівництво школи для бідноти в центрі міста на Вінсент-сквер, Вестмінстер, і платив пенні щотижня на оплату навчання кожної дитини, таку ж суму платили їхні батьки.

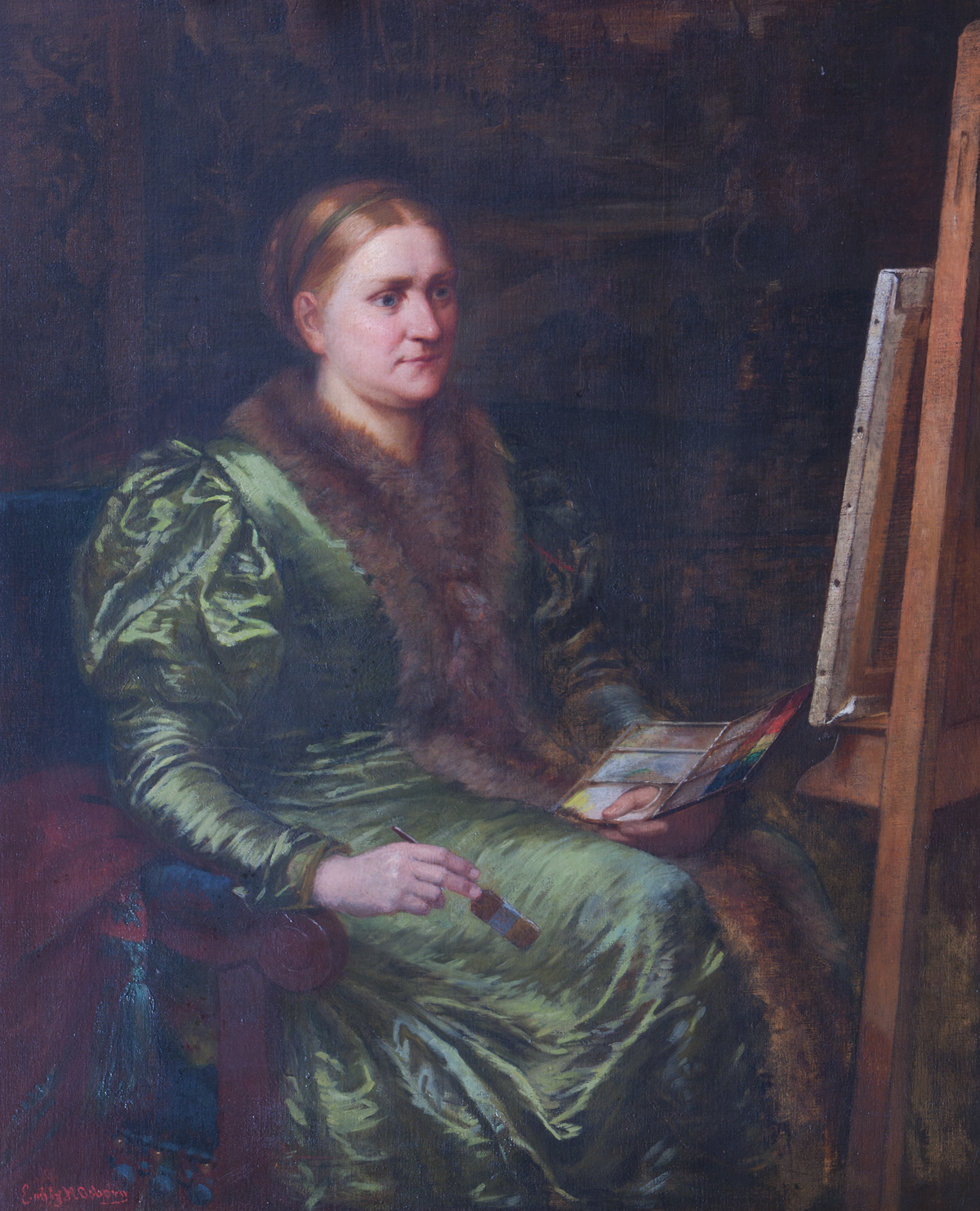
Портрет Барбари Бодішон роботи художниці Emily Mary Osborn

Він познайомився з Енн Лонгден під час візиту до своєї сестри в Дербіширі. Лонгден завагітніла, і він відвіз її на південь Англії, розмістивши її в орендованому будиночку в Ватлінгтоні, поблизу Батла, Східний Сассекс, як «місіс Лі», прізвище його родичів на сусідньому острові Вайт. Народження Барбари викликало скандал, оскільки пара не одружилася. Батько їздив з ферми Брауна, щоб відвідувати їх щодня, і через 8 тижнів мати знову завагітніла. Коли у них народився син Бен, всі четверо поїхали в Америку на два роки, протягом яких була зачата ще одна дитина.
Після повернення в Сассекс вони відкрито жили разом у Брауна і народили ще двох дітей. Після народження останнього в 1833 році мати захворіла на туберкульоз. Батько орендував будинок у Гастінгс, який вікнами виходив на море, чиї корисні властивості в той час високо цінувалися. Доглядати за дітьми була найнята місцева жінка Ганна Вокер. Мати не одужала, і тому батько відвіз її в Райд, острів Вайт, де вона померла в 1834 році.
Батько, що незвично для того часу, відправив усіх своїх дітей до місцевої школи вчитися разом з дітьми робітничого класу замість того, щоб відправляти старших хлопчиків до інтернату чи елітної денної школи. Пізніше він порівну розподілив фінансові кошти з усіма дітьми, як синами, так і дочками, даючи кожному дохід у розмірі 300 фунтів стерлінгів на рік з досягненням повноліття (21 рік).
Навчалася в жіночому коледжі на Бедфорд-сквер, заснованому в Лондоні, Англія, в 1849 році. Тут вона стала професійною художницею, а не викладачкою мистецтва.
Перші стосунки мала з Джоном Чепменом, редактором Westminster Review, але відмовилася одружитися з ним і втратити свої законні права.
2 липня 1857 року вона одружилася з видатним французьким лікарем Еженом Бодішона. Це сталося в тому році, коли Закон про шлюбні причини 1857 року, за який вона виступала, дозволив жінкам доступ до суду щодо розлучення.
Барбара Бодішон померла у Робертсбриджі, Сассекс, 11 червня 1891 року.

## Феміністична діяльність
На початку свого життя Барбара Лі Сміт виявила силу характеру та широту поглядів, які здобули популярність серед філантропів і соціальних працівників. Незалежний дохід дав їй свободу, якої не мала більшість жінок. Вона була лідеркою руху за освіту та політичні права жінок протягом 1800-х.
Барбара Лі Сміт і група лондонських подруг почали регулярно зустрічатися в 1850-х, щоб обговорювати права жінок, і стали відомі як «Леді з Ленгем Плейс» ( Langham Place Circle). Так з’явився один з перших організованих жіночих рухів у Британії. Вони енергійно займалися багатьма справами, включно з Комітетом майна одружених жінок. Протягом 1850-х ця група боролася за освіту жінок, працевлаштування, права власності та виборче право.
У 1852 році, після того, як вона вступила в Бедфордського коледжу, вона розробила та відкрила школу Портман Гол у Паддінгтоні, досліджуючи практику інших початкових шкіл разом з її першою директоркою Елізабет Вайтгед.
У 1854 році Барбара Лі Сміт опублікувала впливовий «Короткий виклад законів Англії щодо жінок», вирішальний для ухвалення Закону про власність одружених жінок 1882 року. У цей період вона подружилася з художницею Анною Мері Ховітт.
У 1857 Закон про шлюбні причини 1857 року, за який вона виступала, дозволив жінкам доступ до суду щодо розлучення. Саме того року вона одружилася, проте шлюб не завадив їй продовжити кампанії за права жінок на освіту. Хоча багато років зимувала в Алжирі, Барбара Бодішон продовжувала керувати рухами, які вона започаткувала від імені англійок.
Барбара Бодішон належала до групи художниць Langham Place Circle. З ними у 1858 році Бодішон заснувала «Англійський жіночий журнал» (English Woman's Journal), орган для обговорення питань безпосереднього працевлаштування та рівності жінок, зокрема ручної чи інтелектуальної зайнятості на виробництві, розширення можливостей працевлаштування та реформування законів, що стосуються статі.
У 1859 році Бодішон разом з багатьма художницями, включаючи Елізу Фокс, Маргарет Гілліс та Емілі Мері Осборн, підписали петицію з вимогою доступу жінок до школи Королівської академії. Їхнє прохання було відхилено із заявою, що Королівська академія вимагатиме розробки «окремих» життєвих класів. У 1860 році Лора Герфорд, одна з художниць, які боролися за доступ, подала заявку до Школи Королівської академії, використовуючи лише свої ініціали. Її прийняли, до великого збентеження Академії. Зарахування Герфорд було дозволено, і поступово в наступні роки було прийнято все більше жінок-художниць.
21 листопада 1865 року Барбара Бодішон за сприяння Джессі Бушеретт і Гелен Тейлор висунула ідею парламентської реформи, спрямованої на досягнення права голосу для жінок.
У 1866 році, співпрацюючи з англійською феміністкою Емілі Девіс, Бодішон розробила в представила схему розширення університетської освіти для жінок. Перший невеликий експеримент у цьому, в Гітчіні, якому Бодішон щедро віддала свій час і гроші. Вона стала відданою покровителькою коледжу, який перетворився на Гіртон-коледж в Кембриджі. 

## Мистецтво

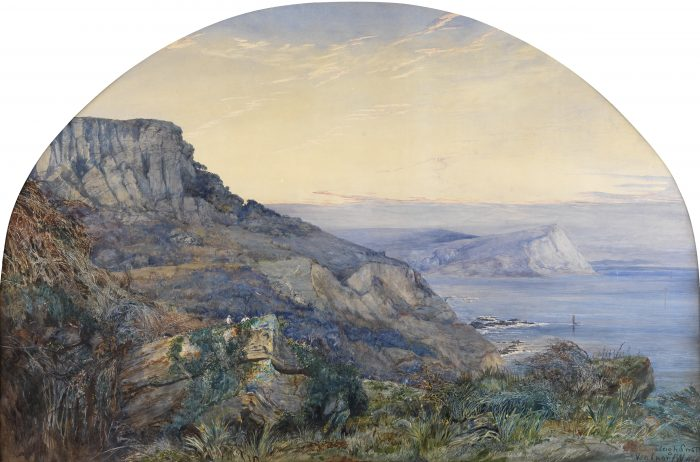
Вентнор, написаний Барбарою Бодішон

Попри всі свої суспільні інтереси, Бодішон знаходила час для суспільства та улюбленого мистецтва живопису. Навчалася у Вільяма Голмана Ганта, щоб розвинути свою майстерність у акварелі. Її фінансування батьком давало Бодішон більше свободи для розвитку її як художниці.
Її акварелі, виставлені в Салоні Королівської академії та інших місцях, показали оригінальність і талант, і захопили Коро і Добіньї. 
Лондонський літературний салон Бодішон включав багато літературних та мистецьких знаменитостей того часу. Вона була однією з перших членкинь Товариства жінок художниць (SFA) і показала 59 творів мистецтва між 1858 і 1886.
Була близькою подругою письменниці Джордж Еліот.
Бодішон була унітаріанкою, писала про Теодора Паркера: «Він молився до Творця, нескінченної Матері всіх нас (завжди використовував у цій молитві Матір замість Батька). Саме молитва з усіх, що я коли-небудь чула у своєму житті, була найвірнішою для моєї душі».

## Пам'ять

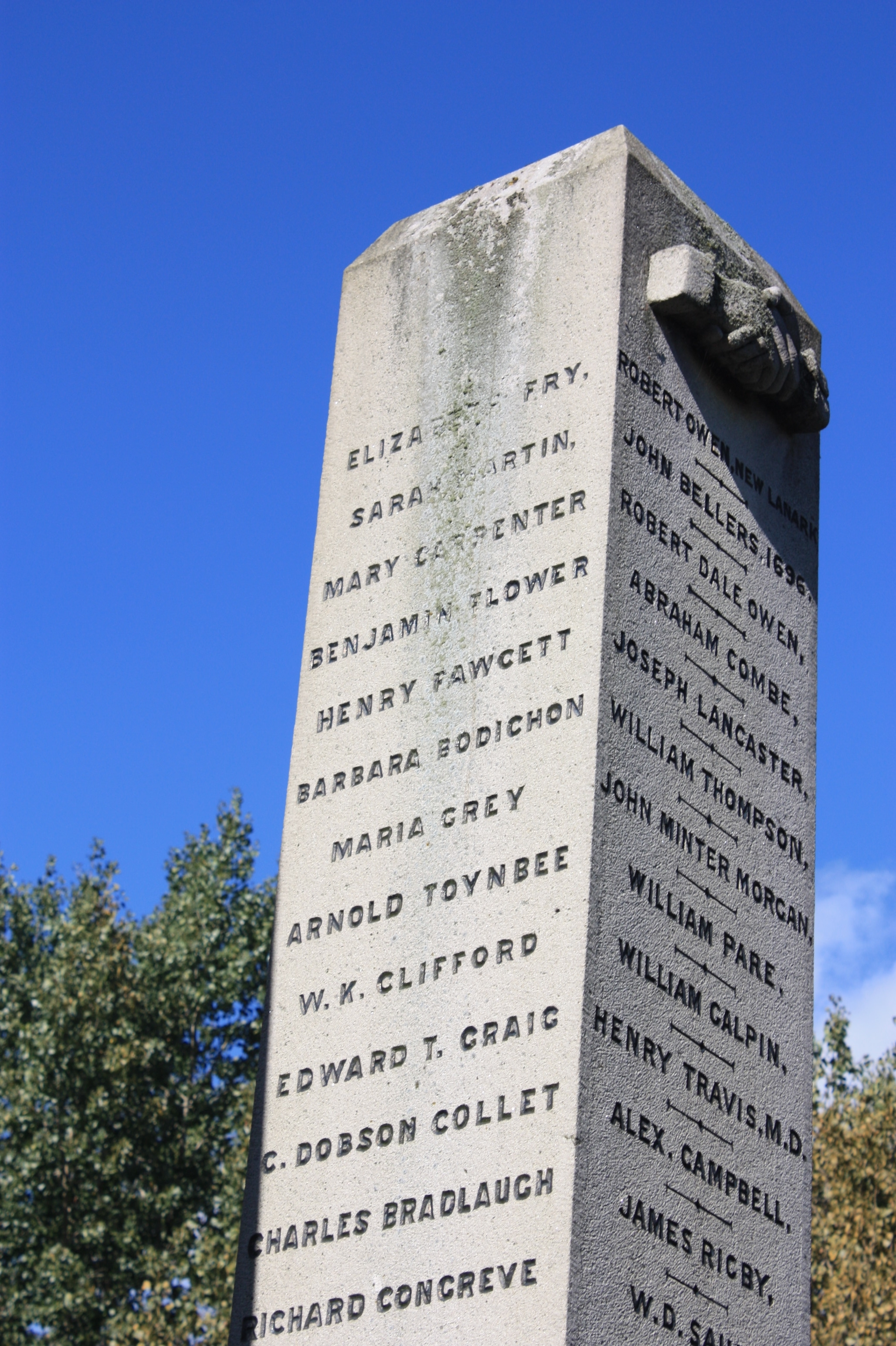
Ім’я Барбари Бодішон на пам’ятнику реформаторам на кладовищі Кенсал Грін

У 2007 році Ірен Бейкер та Леслі Абдела допомогли відновити могилу Барбари Бодішон на церковному подвір’ї Брайтлінга, Східний Сассекс, приблизно в 
50 миль (80 км) від Лондона. Вона була у занедбаному стані, огорожа заржавіла, а напис на могилі був ледь розбірливим. Історикиня докторка Джудіт Роуботем з Університету Ноттінгем Трент звернулася з проханням про виділення коштів на відновлення могили та її околиць, на яку було зібрано близько 1000 фунтів стерлінгів. 
30 червня 2019 року Баронеса Гейл, голова Верховного суду, в рамках святкування 150-ї річниці коледжу відкрила Блакитну меморіальну дошку в честь засновниць, Барбари Бодішон та Емілі Девіс, у Гіртон-коледжі в Кембриджі. Меморіальна дошка розміщена на головній вежі біля входу в Гіртон, біля Гантінгдон-роуд.